# Max Biele

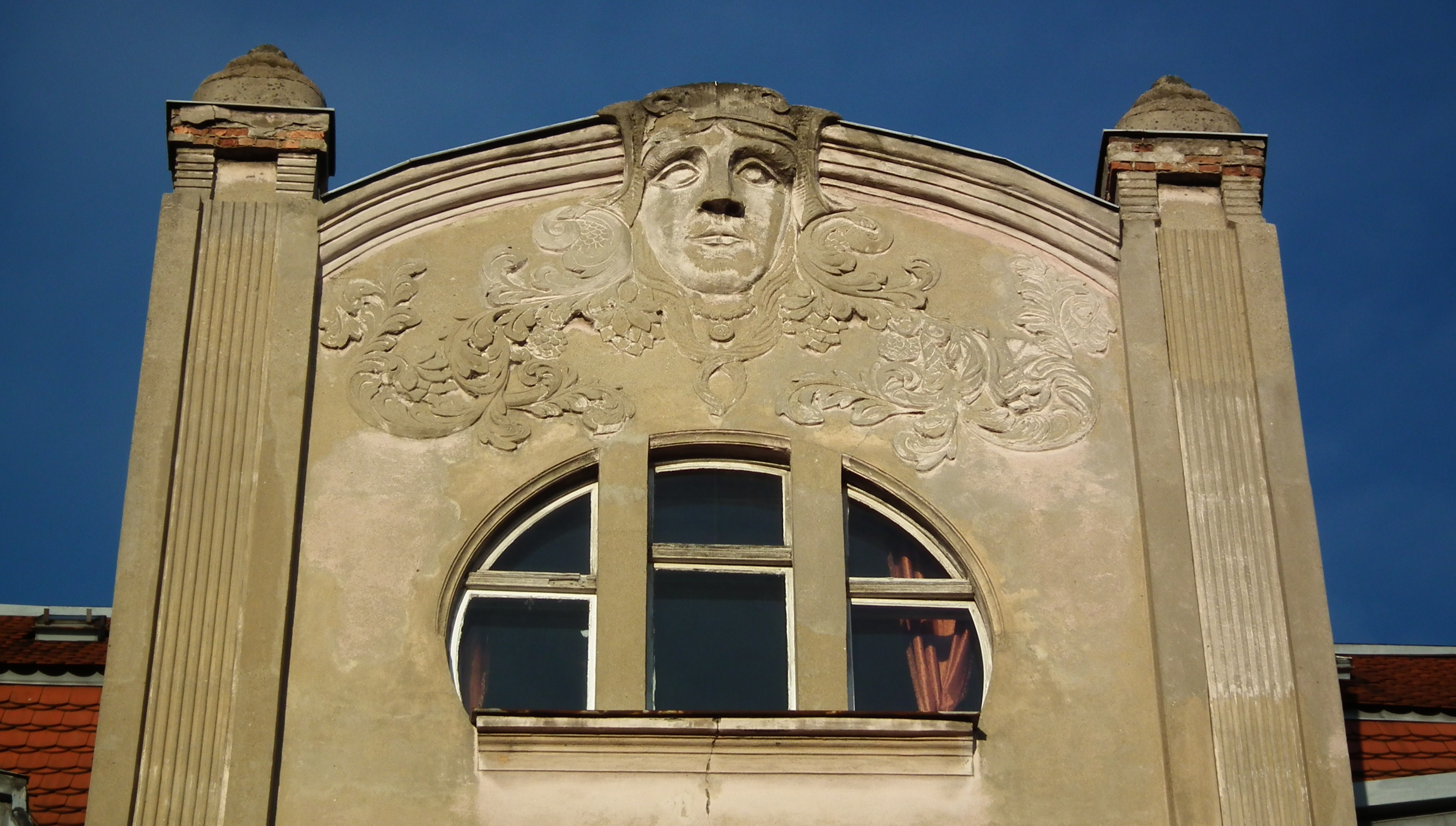
Detal na zwieńczeniu domu własnego Maxa Biele na ul. Słowackiego 40 w Poznaniu

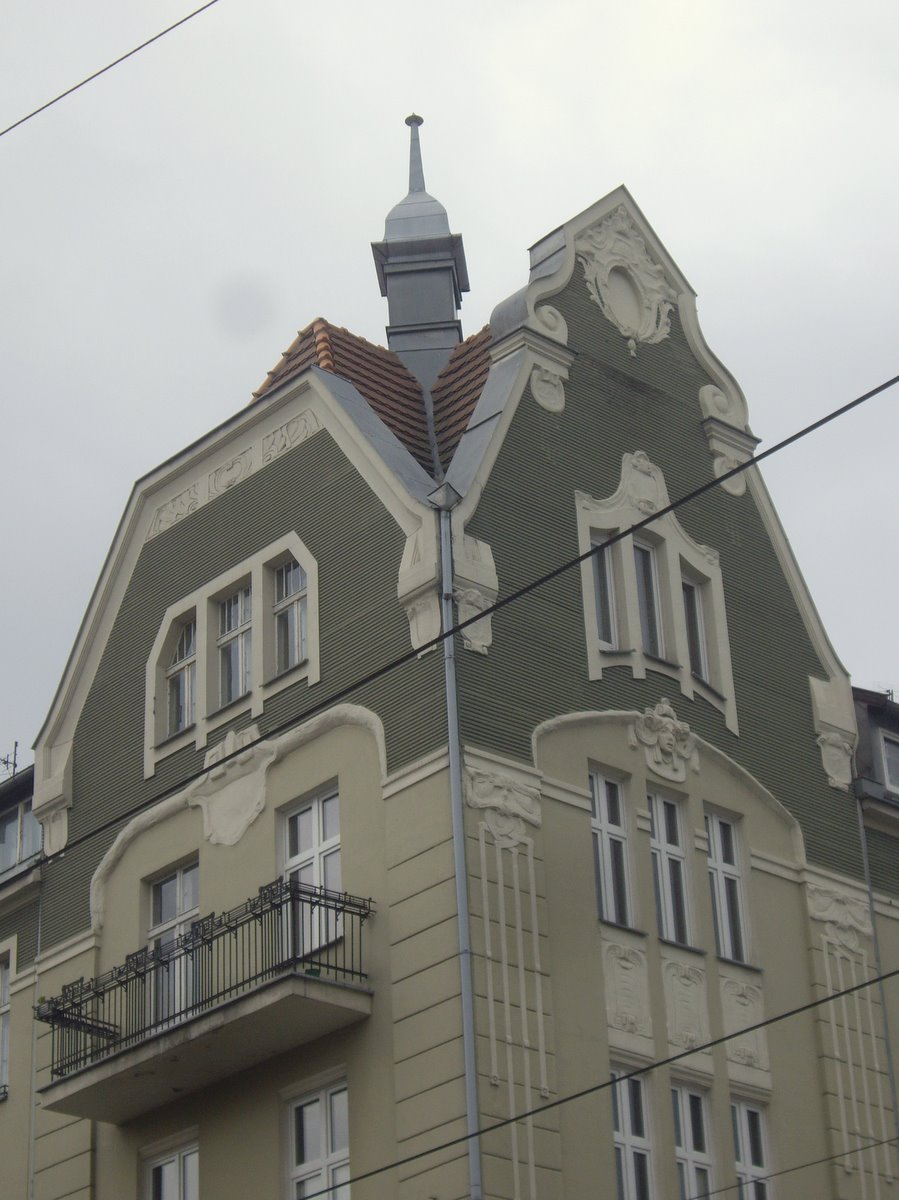
Kamienica przy ul. Dąbrowskiego 46 w Poznaniu (detal)

Max Biele – architekt działający na terenie Poznania na początku XX wieku.

## Styl
Architekt skupiał się na rozwiązaniu fasady kamienicy. Charakterystyczne dla Bielego jest łączenie secesji wiedeńskiej z podziałami elewacji pasami z kamienia, który staje się silnym elementem dekoracyjnym fasady. Według Jana Skuratowicza na tle innych warsztatów projektowych Biele wyróżniał się właśnie tym specyficznym łączeniem quasi kamiennej rustyki z plastycznym ornamentem.

## Realizacje na terenie Poznania
- kamienice przy ul. Dąbrowskiego 44 i 46 (dawniej Wielka Berlińska)[1],
- kamienica przy ul. Matejki 52 (dawniej Nowoogrodowa) –  rej. zabytków nr A–373[2],
- kamienice przy ul. Matejki 56 –  rej. zabytków nr A–377[2],
- dom przy ul. Półwiejskiej 34 – 1906,
- dom przy ul. Słowackiego 17 i 40[3] (dawniej Karola),
- domy przy ul. Wierzbięcice 14 i 18 (dawniej Bittera) – 1905[a],
- dom przy ul. Chełmońskiego 9 (dawniej Helmholtza) – 1908[a],
- dom przy ul. Poznańskiej 50 – 1906 –  rej. zabytków nr A–733/Wlkp/A[4][a],
- kamienice urzędnicze przy ul. Śniadeckich[b].